# Marian Ewurama Addy
Marian Ewurama Addy (nhũ danh Cole; 7 tháng 2 năm 1942 – 14 tháng 1 năm 2014) là một nhà hóa sinh người Ghana  và là Chủ nhà đầu tiên của Câu đố Toán học và Khoa học Quốc gia. Giáo sư khoa học tự nhiên đầu tiên của Ghana, Addy trở thành hình mẫu cho các nữ sinh và các nhà khoa học nữ mới về các cơ hội vô hạn trong các ngành khoa học, công nghệ, kỹ thuật và toán học (STEM). Marian Addy cũng là thành viên của Viện Hàn lâm Khoa học và Nghệ thuật Ghana, được bầu vào năm 1999. Trong cùng năm đó, cô đã được trao giải thưởng Kalinga của UNESCO cho việc phổ biến khoa học.

## Tuổi thơ và giáo dục
Ewurama Addy sinh ngày 7 tháng 2 năm 1942 tại Nkawkaw ở khu vực phía Đông của Ghana, với Samuel Joseph Cole và Angelina Kwofie Cole. Cô được giáo dục tại trường trung học St Monica ở Mampong-Ashanti từ tháng 1 năm 1956 đến tháng 6 năm 1960, nơi cô tỏ ra xuất sắc trong thể thao và đạt được chứng chỉ cấp 'O' và 'A'. Cô cũng đã tham dự Trường nữ sinh Holy Holy ở Cape Coast. Cô đã lấy bằng cử nhân với bằng danh dự hạng nhất về thực vật học với hóa học từ Đại học Ghana, Legon. Sau đó, Addy đã lấy bằng thạc sĩ và tiến sĩ hóa sinh tại Đại học bang Pennsylvania.

## Nghề nghiệp
Trọng tâm nghiên cứu lĩnh vực học thuật của Addy là sinh hóa các sản phẩm thảo dược được sử dụng bởi các bác sĩ y học cổ truyền, đặc biệt là trong các lĩnh vực liên quan đến an toàn và hiệu quả. Khi Addy đạt đến cấp bậc giáo sư sinh hóa đầy đủ, Marian Ewurama Addy trở thành người phụ nữ đầu tiên có bằng giáo sư khoa học ở Ghana và tại Đại học Ghana. Bà là Chủ tịch Ủy ban Chính sách về các nước đang phát triển (PCDC). Bà cũng là chủ tịch của Ủy ban kiểm tra chuyên môn và kỹ thuật viên quốc gia (NABPTEX). Cô từng là Giám đốc Chương trình cho Chương trình Giáo dục Khoa học dựa trên Accra cho Châu Phi (SEPA), một chương trình Pan Phi cho giáo dục khoa học tiền đại học vào những năm 1970. Addy là thành viên hội đồng của Ủy ban Năng lượng nguyên tử Ghana từ năm 1996 đến năm 1998 cùng với nhà thực vật học Ghana, George C. Clerk.
Vào tháng 1 năm 2008, Addy đã được bổ nhiệm làm Chủ tịch đầu tiên của Đại học Công nghệ Anh giáo, một sáng kiến công nghệ trong giáo dục đại học.